# Глухів (срібна монета)
«Глу́хів» — срібна пам'ятна монета номіналом 10 гривень, випущена Національним банком України, присвячена одній із гетьманських столиць — Глухову. Історичне минуле Глухова тісно пов'язане з процесами державо- і правотворення. З 1708 року місто стало постійною резиденцією гетьманів Лівобережної України — І. Скоропадського, П. Полуботка, Д. Апостола, К. Розумовського. У Глухові перебували перша Малоросійська колегія (1722—1727), правління гетьманського уряду (1734—1750) та Друга Малоросійська колегія (1764—1782), тут діяли Генеральна військова канцелярія, Генеральний суд, інші державні органи.
Монету введено в обіг 10 листопада 2008 року. Вона належить до серії «Гетьманські столиці».

## Опис монети та характеристики
| Номінал грн. | Метал            | Маса, г      | Діаметр, мм | Якість виготовлення | Гурт     | Тираж, штук |
| ------------ | ---------------- | ------------ | ----------- | ------------------- | -------- | ----------- |
| 10           | срібло 925 проби | 31,1 / 33,62 | 38,61       | пруф                | рифлений | 7 000       |

### Аверс
На аверсі монети розміщено малий Державний Герб України (угорі), під яким рік карбування монети — «2008», напис півколом «НАЦІОНАЛЬНИЙ БАНК УКРАЇНИ», у центрі зображено гармату і дзвін, які виготовлялися у Глухові, унизу номінал — «10/ГРИВЕНЬ», позначення металу, його проби — Ag 925, маси в чистоті — 31,1 (ліворуч) та логотип Монетного двору Національного банку України (праворуч).

### Реверс

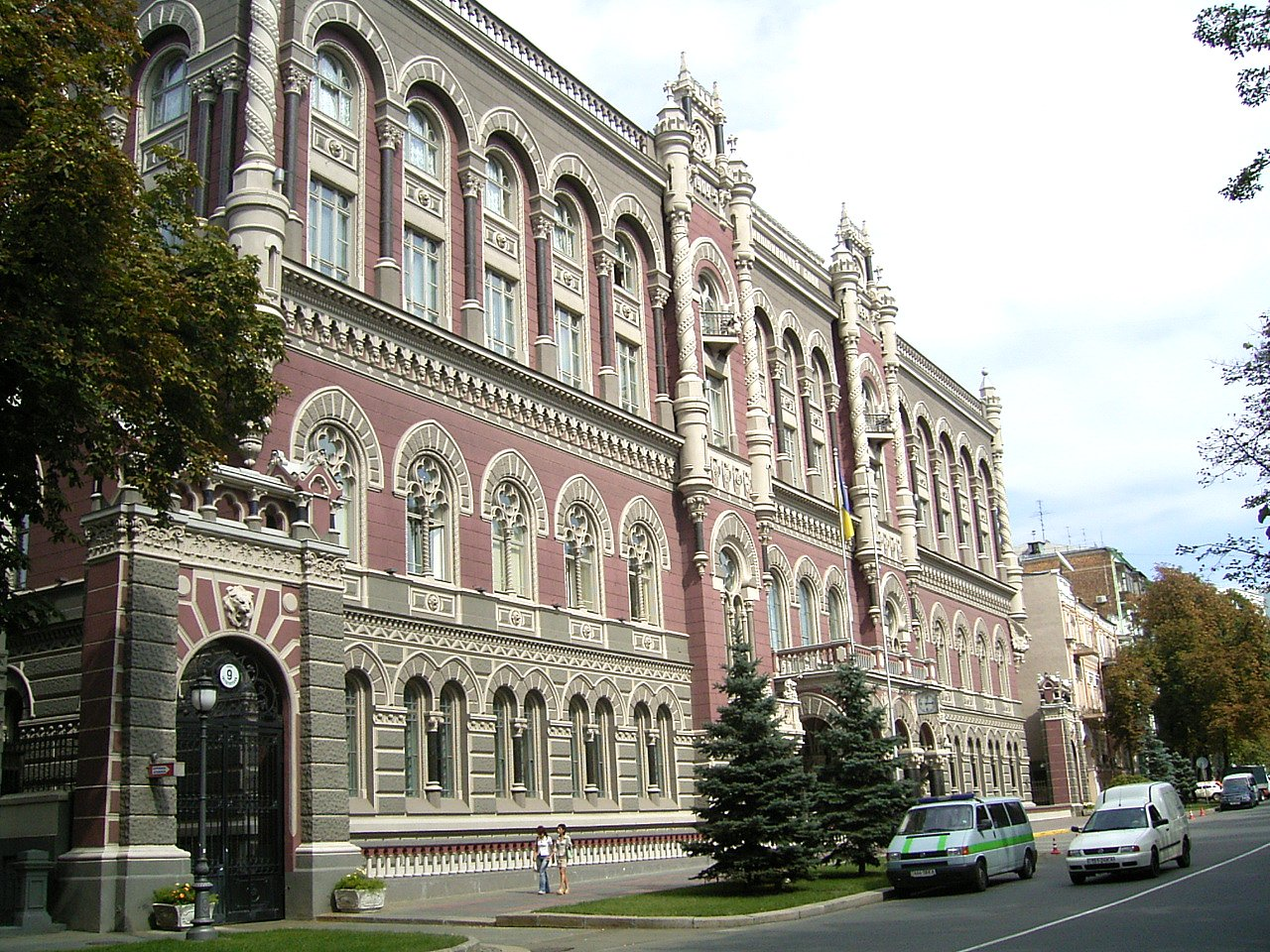
Будівля Національного банку України

На реверсі монети зображено стилізовану панораму міста, у центрі якої — Київська брама міської фортеці; угорі півколом напис — «ГЕТЬМАНСЬКА СТОЛИЦЯ», під ним — герб міста та чотири портрети гетьманів, під якими — написи: «ІВАН/СКОРОПАДСЬКИЙ», «ПАВЛО/ПОЛУБОТОК», «ДАНИЛО/АПОСТОЛ», «КИРИЛО/РОЗУМОВСЬКИЙ», унизу між стилізованими фрагментами орнаменту розміщено напис «ГЛУХІВ».

## Автори
- Художник — Сніжко Анатолій.
- Скульптори: Дем'яненко Анатолій, Іваненко Святослав.

## Вартість монети
Ціна монети — 493 гривні була вказана на сайті Національного банку України в 2011 році.
Фактична приблизна вартість монети, з роками змінювалася так:
| Рік        | 2010 | 2011 | 2012 | 2013 | 2014 | 2015 | 2016 | 2017 | 2018 | 2019 | 2020 | 2021  | 2022  | 2023  | 2024  | 2025  |
| ---------- | ---- | ---- | ---- | ---- | ---- | ---- | ---- | ---- | ---- | ---- | ---- | ----- | ----- | ----- | ----- | ----- |
| Ціна, грн. | 370  | 450  | 550  | 600  | 419  | 700  | 750  | 820  | 770  | 750  | 750  | 1 050 | 1 200 | 1 850 | 2 300 | 3 200 |